# Mengenuniversum
In der Mathematik bezeichnet man als Mengenuniversum die Gesamtheit aller in einem Axiomensystem zu bildenden Mengen. Insbesondere wird das Mengenuniversum der Zermelo-Fraenkel-Mengenlehre als ZF-Mengenuniversum bezeichnet. Üblicherweise wird das Mengenuniversum mit {\displaystyle V} bezeichnet.

## Konstruierbarkeitsaxiom
Das Konstruierbarkeitsaxiom ist ein Axiom der Mengenlehre, das zusätzlich zu ZF gefordert werden kann.
Es besagt, dass alle Mengen des ZF-Mengenuniversums konstruierbar sind. Damit ist also das Mengenuniversum so klein wie möglich.
Durch gewisse Fundamentaloperationen konstruiert man zu jeder Ordinalzahl {\displaystyle \alpha } eine Menge {\displaystyle L_{\alpha }} und definiert dann die Klasse {\displaystyle L=\bigcup _{\alpha \in \mathrm {Ord} }L_{\alpha }} als das Universum aller konstruierbaren Mengen. Das Konstruierbarkeitsaxiom kann also kurz durch {\displaystyle V=L} ausgedrückt werden, wobei {\displaystyle V} das Universum aller Mengen ist.
Das Konstruierbarkeitsaxiom kann man nicht aus ZFC herleiten, aber man kann zeigen, dass die zusätzliche Annahme ihrer Richtigkeit nicht zu Widersprüchen führen kann, die nicht schon allein durch ZFC zu Stande kommen könnten. In einem Mengenuniversum, welches ZF und das Konstruierbarkeitsaxiom erfüllt,  gelten nach Gödel automatisch das Auswahlaxiom und die verallgemeinerte Kontinuumshypothese.